# Internationaal filmfestival van India
Het Internationaal filmfestival van India (IFFI) is een door de FIAPF geaccrediteerd competitief filmfestival, dat sinds 1952 wordt gehouden. Door de jaren heen heeft het festival plaatsgevonden op verschillende locaties in India, maar sinds de 35ste editie in 2004 vindt het festival jaarlijks permanent plaats in Goa in de periode eind november / begin december. Het festival wordt georganiseerd door de Directorate of Film Festivals in samenwerking met de deelstaatregering van Goa. 

## Prijzen
Tijdens de derde editie van het festival werd de Gouden Pauw voor het eerst uitgereikt. De prijs is een voorstelling van een pauw, de nationale vogel van India, met het motto van het festival ‘Vasudhaiva Kutumbakam’ (de wereld is een familie).
Onderstaand zijn de prijzen weergegeven die worden uitgereikt:
- Gouden Pauw voor beste film
- Zilveren Pauw voor beste regisseur
- Zilveren Pauw voor beste acteur
- Zilveren Pauw voor beste actrice
- Centenary Award voor beste debuterend regisseur
- Speciale Juryprijs voor beste film

## Winnaars van deGouden Pauwvoor beste film
In het onderstaande overzicht zijn de winnaars weergegeven van de Gouden Pauw voor beste film sinds 2000 (31ste editie).
| Jaar                | Film                      | Regisseur                 | Land                  |
| ------------------- | ------------------------- | ------------------------- | --------------------- |
| 2000 (31ste editie) | Karunam                   | Jayaraj                   | India                 |
| 2000 (31ste editie) | Poppoya                   | Yasuo Furuhata            | Japan                 |
| 2001 (32ste editie) | Geen festival             | Geen festival             | Geen festival         |
| 2002 (33ste editie) | Pisma k Elze              | Igor Maslennikov          | Rusland               |
| 2003 (34ste editie) | Panj é asr                | Samira Makhmalbaf         | Iran                  |
| 2004 (35ste editie) | Shahr-e ziba              | Asghar Farhadi            | Iran                  |
| 2005 (36ste editie) | Jazireh ahani             | Mohammad Rasoulof         | Iran                  |
| 2006 (37ste editie) | Ti tou jiang              | Chaolu Hasi               | China                 |
| 2007 (38ste editie) | Tiang chi yan             | Chih-Ju Lin               | Taiwan                |
| 2008 (39ste editie) | Tulpan                    | Sergei Dvortsevoy         | Kazachstan Rusland    |
| 2009 (40ste editie) | Bu neng mei you ni        | Leon Dai                  | Taiwan                |
| 2010 (41ste editie) | Moner Manush              | Goutam Ghose              | India                 |
| 2011 (42ste editie) | Porfirio                  | Alejandro Landes          | Colombia Argentinië   |
| 2012 (43ste editie) | Anhey gorhey da daan      | Gurvinder Singh           | India                 |
| 2013 (44ste editie) | A Guerra da Beatriz       | Luigi Acquisto, Bety Reis | Oost-Timor            |
| 2014 (45ste editie) | Leviathan                 | Andrej Zvjagintsev        | Rusland               |
| 2015 (46ste editie) | El abrazo de la serpiente | Ciro Guerra               | Colombia              |
| 2016 (47ste editie) | Dokhtar                   | Reza Mirkarimi            | Iran                  |
| 2017 (48ste editie) | 120 battements par minute | Robin Campillo            | Frankrijk             |
| 2018 (49ste editie) | Donbass                   | Sergei Loznitsa           | Oekraïne              |
| 2019 (50ste editie) | Les particules            | Blaise Harrison           | Frankrijk Zwitserland |
| 2021 (51ste editie) | De forbandede år          | Anders Refn               | Denemarken            |
| 2021 (52ste editie) | Ringu wandaringu          | Masakazu Kaneko           | Japan                 |